# Maison de la famille Marković
Ne doit pas être confondu avec Maison Marković.
La maison de la famille Marković (en serbe cyrillique : Кућа породице Марковић ; en serbe latin : Kuća porodice Marković) est située à Belgrade, la capitale de la Serbie, dans la municipalité urbaine de Zemun. En raison de sa valeur architecturale, cette maison, construite au XVIIIe siècle, figure sur la liste des monuments culturels protégés de la république de Serbie et sur la liste des biens culturels de la ville de Belgrade.

## Présentation

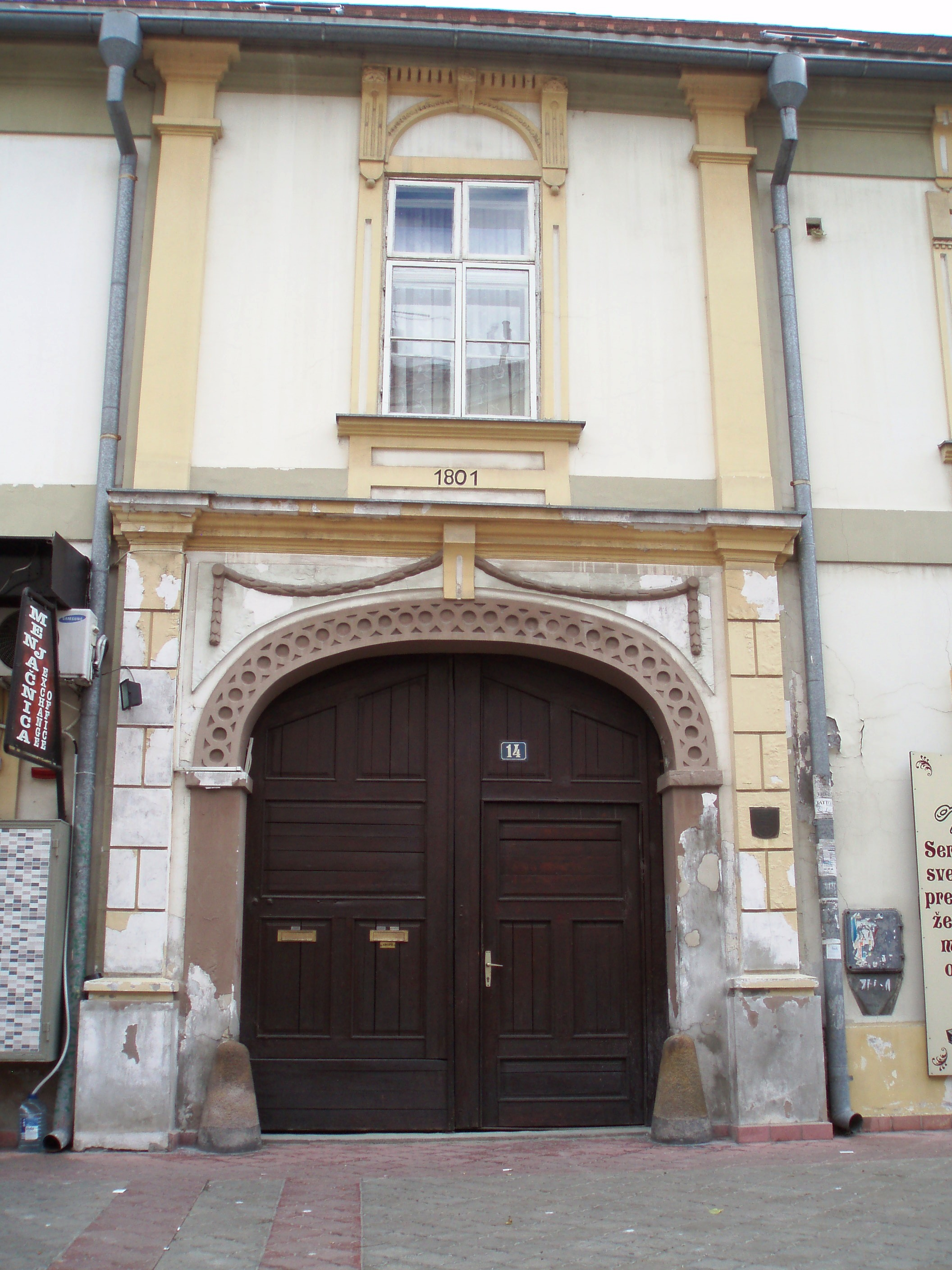
Détail du portail d'entrée

La maison de la famille Marković, située à l'angle de la rue Gospodska (n° 14) et du Magistratski trg (n° 11), a été construite au XVIIIe siècle, avec une cour intérieure rectangulaire ; elle a été remaniée en 1801. Bâtie à l'origine pour le riche marchand Dima, elle a été vendue à Miloš Urošević, un autre marchand de Zemun. Les héritiers d'Urošević l'ont a leur tour vendue à Stevan Marković, le maire de Zemun, et la demeure est encore aujourd'hui la propriété de la famille Marković.
La maison est caractéristique des maisons bourgeoises de la vieille ville de Zemun à la fin du XVIIIe siècle et au début du XIXe siècle. Conçue dans un style baroque, elle est constituée de deux ailes, avec une cave, un rez-de-chaussée et un premier étage. Endommagée par les bombardements de la Seconde Guerre mondiale, elle a été en partie reconstruite à l'identique après la guerre.